# Jacobs Dream
Jacobs Dream es un grupo de White Metal y Power metal con líricas cristianas procedente de Columbus, Ohio, en EE. UU. en 1994,originalmente llamado Iron Angel (cambiando a Jacobs Dream en 1995).Firma primero por Metal Blade Records, ahora tiene un contrato con Retroactive Records.

## Miembros
- Chaz Bond- Voz (formó parte también de Biogénesis)
- John Berry - Guitarra
- Jon Noble - Guitarra
- James Evans - Bajo
- Gary Holtzman - Batería

## Miembros anteriores
- Voz:David Taylor
- Guitarra:Derek Eddleblute
- Batería:Rick May, Billy Queen

## Discografía
Álbumes:
- Demo'96 1996
- Jacobs Dream(Album) 2000
- Theater Of War 2001
- Drama of the Ages 2005
- Dominion Of Darkness 2008

## Enlaces
- Myspace Oficial
- Website Oficial
- En Metal Blade Records
- Fansite

- Datos: Q2267667